# 东北亚

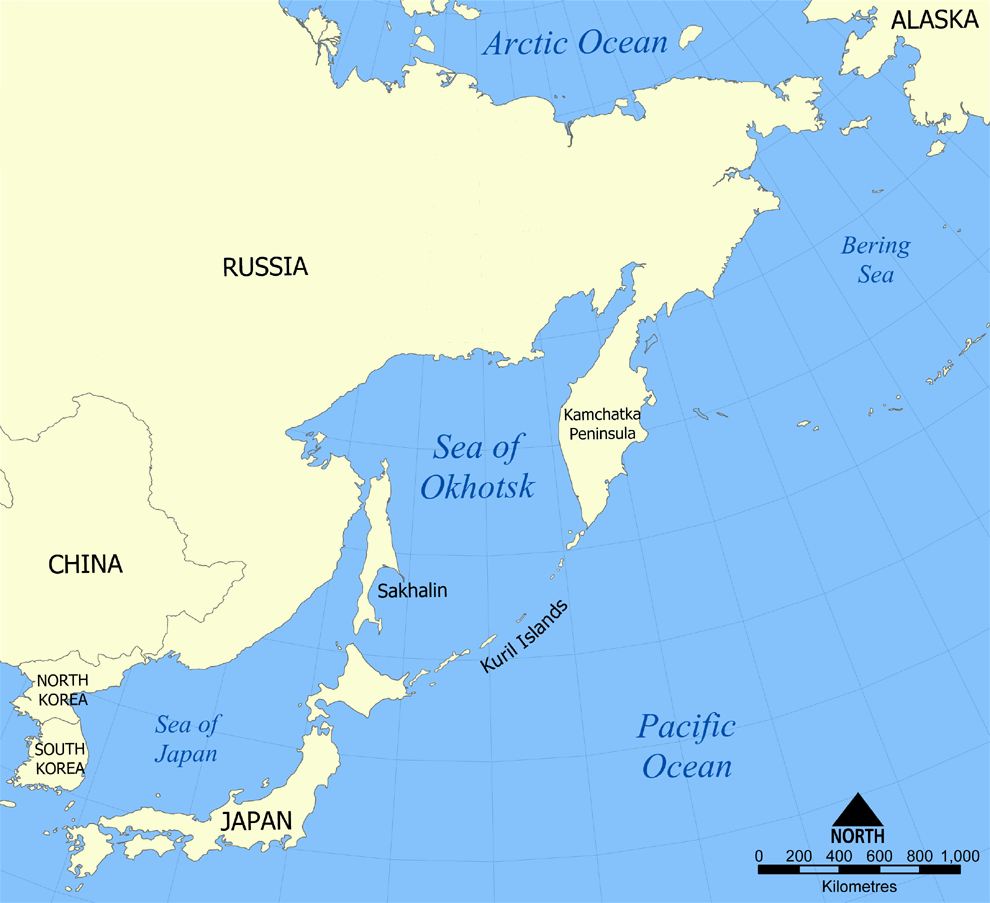
東北亞的海岸線。

東北亞是亚洲地理一個亞地區的概念，是东亚北部和北亚东部的统称。東北亞國家一般是指日本、韩国和朝鲜，外加俄罗斯的远东地区，以及這些地區在西北太平洋海域上的島嶼。而航空公司對東北亞的定義多指日本及韓國。
「東北亞」這個概念在130年代開始成型，最早由美國歷史學家及政治科學學家羅伯特·凱爾納提出。根據凱爾納的定義，東北亞包括有蒙古高原、东北平原、朝鮮半島、日本列島及俄羅斯多山的遠東地區，綿延西起勒拿河至太平洋。

## 定義
東北亞的定義不是一成不變的，而是經常根據討論的背景而變化。
在日常用途，「東北亞」一詞通常指蒙古、日本、中國東北地區、韩国、朝鲜和俄羅斯遠東地區。
東北亞經濟研究所（The Economic Research Institute for Northeast Asia）將該地區定義為俄羅斯、蒙古、日本、朝鲜和中國。

## 地理
东北亚北部氣候以亚寒带针叶林气候、溫帶季風氣候為主，南部以副熱帶季風氣候為主。夏季吹東南季風；冬季吹西北季風。寒暖流交會，以黑潮和親潮為主。

## 政治
东北亚地区作为主要的政治中心之一，对国际事务有着重要的影响。此地区是世界安全格局中极为脆弱的一隅，处于多边混乱的乱局之中。其中重大的矛盾冲突有朝核问题、独岛主权争议、南千岛群岛争议等。
- 中日韩领导人会议
- 六方会谈
- 美日联合军演
- 美韩联合军演

## 经济

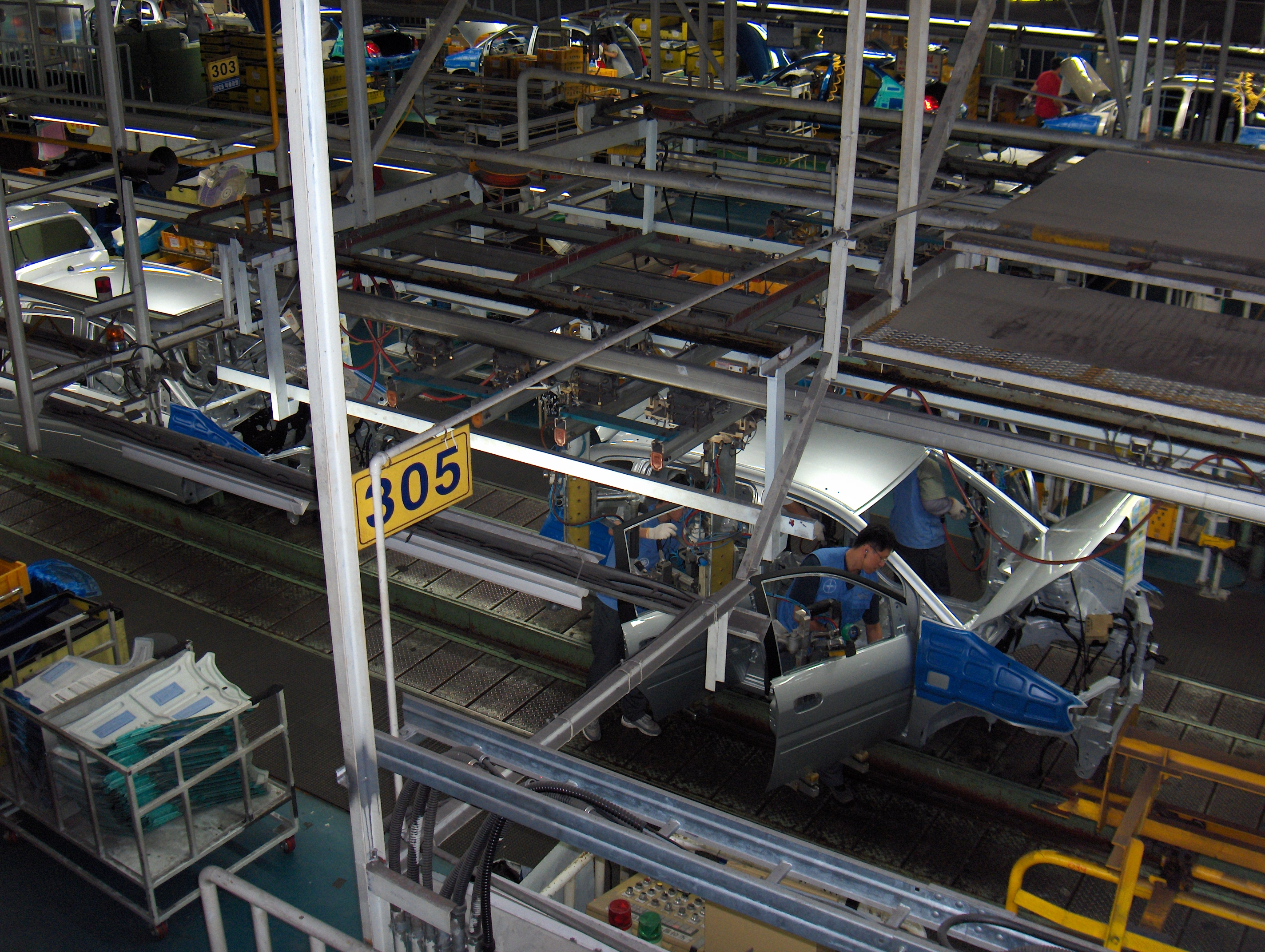
位於東北亞的南韓有全球最大的汽車製造廠

東北亞是世界上最重要的經濟區域之一：其2019年的国内生产总值佔全世界的比重為25.3%，略高於美國。它也是主要的政治中心之一，對國際事務具有重要影響。到1990年代末，東北亞地區的能源消費量佔全球的比重為12%，並且增長趨勢強勁。預計到了2030年，此地區強勁的經濟增長預計將能源消費使這一份額增加一倍到兩倍或三倍。

## 生物地理学
在生物地理学中，东北亚大致是指日本列岛、朝鲜半岛、中国东北地区及俄羅斯遠東地區西伯利亚中部的贝加尔湖到太平洋之间的地区。
东北亚主要为温带森林、北方針葉林及草原。夏季和冬季的气温差别很大。东北亚也是一个山区。

## 參看
- 北亚：俄国学（英语：Russian Studies）
  - 俄羅斯遠東地區、鄂霍次克海、贝加尔湖、堪察加半島
  - 白令海峡
  - 西伯利亚
- 东亚：东亚学
  - 中国东北地区：满洲
  - 黑龙江
  - 内蒙古自治区
- 黄海
- 日本海
- 朝鮮 (地區)

### 引用
1. ↑  聯合國. .   [2021-06-13]. （原始内容存档于2021-05-07）.
2. ↑  聯合國.  (PDF). UN.   [2021-06-13]. （原始内容存档 (PDF)于2021-04-29）.
3. ↑  Narangoa 2014，第2頁.
4. ↑  Rozman, Gilbet. . Cambridge University Press. 2004: pp. 3–4 （英语）.
5. ↑  Economic Research Institute for Northeast Asia. . Greenwood Publishing Group. 1999: 248.
6. ↑  . 战略网全球议事厅.   [2017-01-19]. （原始内容存档于2017-01-31）.

## 外部連結
- Center for Northeast Asian Policy Studies - 布鲁金斯学会
- Kimura, Takeatsu - International Collation of Traditional and Folk Medicine （页面存档备份，存于） - Northeast Asia - 联合国教育、科学及文化组织